# Grubbia rosmarinifolia
Grubbia rosmarinifolia är en tvåhjärtbladig växtart. Grubbia rosmarinifolia ingår i släktet Grubbia och familjen Grubbiaceae.

## Underarter
Arten delas in i följande underarter:
- G. r. gracilis
- G. r. hirsuta
- G. r. rosmarinifolia
- G. r. pinifolia